# إدغار فينتر
إدغار فينتر (بالإنجليزية: Edgar Winter)‏ هو عازف على عدة آلات ومغني ومنتج أسطوانات وعازف بيانو أمريكي، ولد في 28 ديسمبر 1946 في بومونت في الولايات المتحدة.

## وصلات خارجية
- الموقع الرسمي
- إدغار فينتر على موقع IMDb (الإنجليزية)
- إدغار فينتر على موقع ميوزك برينز (الإنجليزية)
- إدغار فينتر على موقع ميوزك برينز (الإنجليزية)
- إدغار فينتر على موقع إن إن دي بي (الإنجليزية)
- إدغار فينتر على موقع أول ميوزيك (الإنجليزية)
- إدغار فينتر على موقع ديسكوغز (الإنجليزية)
- إدغار فينتر على موقع قاعدة بيانات الفيلم (الإنجليزية)